# شویانتکی (استان وارمی-ماسوری)
شویانتکی (به لهستانی:  Świątki) یک روستا در لهستان است که در گمینا شویانتکی واقع شده‌است. شویانتکی ۹۳۸ نفر جمعیت دارد.